# Bausch & Lomb Championships 2003 - Doppio
Il doppio del torneo di tennis Bausch & Lomb Championships 2003, facente parte del WTA Tour 2003, ha avuto come vincitrici Lindsay Davenport e Lisa Raymond che hanno battuto in finale Virginia Ruano Pascual e Paola Suárez con il punteggio di 7–5, 6–2

## Teste di serie
1. Virginia Ruano Pascual /  Paola Suárez (finale)
2. Lindsay Davenport /  Lisa Raymond (campionesse)

1. Jelena Dokić /  Rennae Stubbs (quarti di finale)
2. Cara Black /  Elena Lichovceva (quarti di finale)

## Tabellone

### Legenda
| - Q = Qualificato - WC = Wild card - LL = Lucky loser | - ALT = Alternate - SE = Special Exempt - PR = Protected Ranking | - w/o = Walkover - r = Ritirato - d = Squalificato |